# Urocopia singularis
Urocopia singularis is een eenoogkreeftjessoort uit de familie van de Urocopiidae. De wetenschappelijke naam van de soort is voor het eerst geldig gepubliceerd in 1917 door Sars G.O..